# Olympische Sommerspiele 1984/Leichtathletik – Marathon (Frauen)

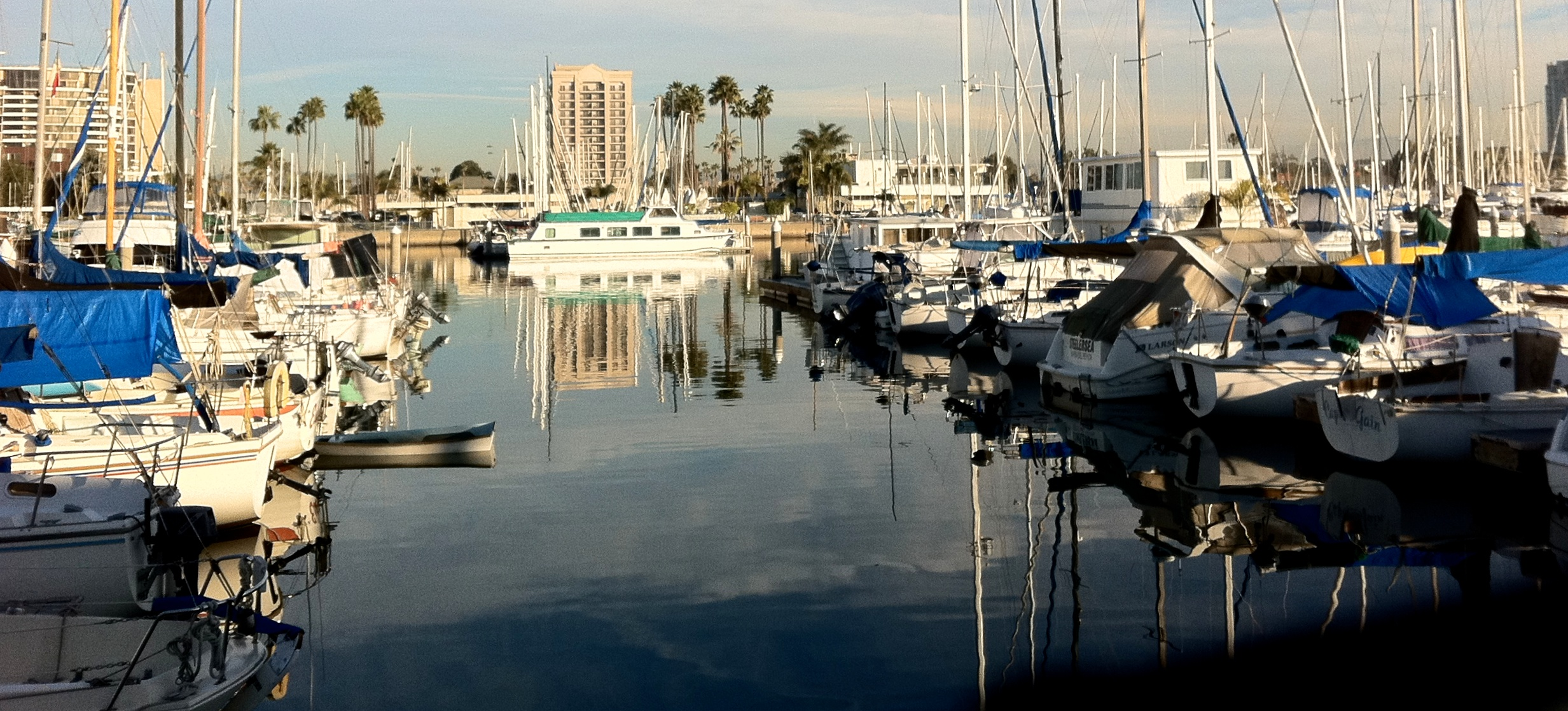
Der Hafen von Marina del Rey

Der Marathonlauf der Frauen bei den Olympischen Spielen 1984 in Los Angeles wurde am 5. August 1984 ausgetragen. Fünfzig Athletinnen nahmen an der olympischen Premiere dieser Disziplin teil, von denen 44 das Ziel erreichten.
Erste Olympiasiegerin wurde die US-Amerikanerin Joan Benoit. Sie gewann vor der Norwegerin Grete Waitz und der Portugiesin Rosa Mota.
Die Bundesrepublik Deutschland wurde durch Charlotte Teske, frühere Charlotte Bernhard, vertreten, die das Ziel auf Rang sechzehn erreichte.

Die Schweizerin Gabriela Andersen-Schiess wurde 37.

Läuferinnen aus Österreich und Liechtenstein nahmen nicht teil. Athletinnen aus der DDR waren wegen des Olympiaboykotts ebenfalls nicht dabei.

## Rekorde/Bestleistungen
Offizielle Rekorde wurden damals in dieser Disziplin außer bei Meisterschaften und Olympischen Spielen aufgrund der unterschiedlichen Streckenbeschaffenheiten nicht geführt.

### Bestehende Rekorde/Bestleistungen
| Weltbestzeit       | 2:22:43 h                                                   | Joan Benoit ( USA)                                          | Boston, USA                                                 | 18. April 1983                                              |
| Olympischer Rekord | Wettbewerb bei Olympischen Spielen bisher nicht ausgetragen | Wettbewerb bei Olympischen Spielen bisher nicht ausgetragen | Wettbewerb bei Olympischen Spielen bisher nicht ausgetragen | Wettbewerb bei Olympischen Spielen bisher nicht ausgetragen |

### Erster olympischer Rekord
Der US-amerikanische Olympiasiegerin Joan Benoit stellte im Rennen am 5. August mit 2:24:52 h den ersten olympischen Rekord in diesem Wettbewerb auf. Zu ihrer eigenen Weltbestzeit fehlten ihr 2:09 Minuten.

## Streckenführung
Das Rennen wurde in Santa Monica am Santa Monica College gestartet. Über den Pacific Coast Highway und den Lincoln Boulevard ging es nach Nordwesten, ehe die Strecke nach Passieren der Interstate 10 in Richtung Nordosten über den Olympic Boulevard führte. Weiter ging es nun in einem weiten Linksbogen zur Pazifikküste, die in Pacific Palisades erreicht wurde. Über den Ocean Boulevard verlief die Route südostwärts an der Küste entlang bis zum Venice Beach und umrundete den Hafen von Marina del Rey. Die Strecke wurde ostwärts fortgesetzt und passierte den Interstate 405. Über den Jefferson Boulevard ging es in nördlicher Richtung an Culver City vorbei bis Baldwin Hills, über die Rodeo Road und dem Exposition Boulevard dann ostwärts zum Los Angeles Memorial Coliseum. Im Stadion war noch eine Runde zurückzulegen, bevor das Ziel erreicht wurde.

## Ergebnis

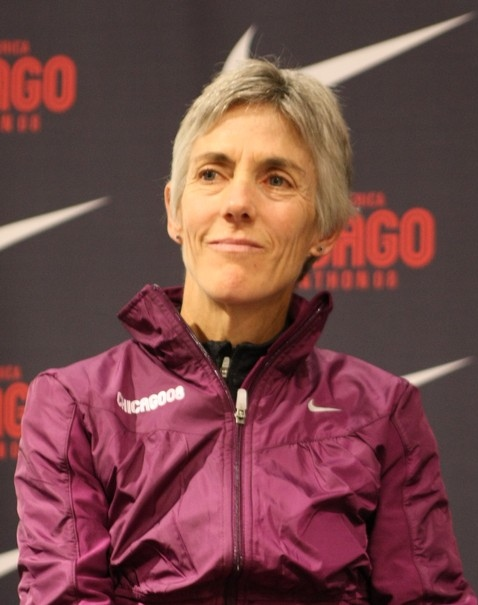
Olympiasiegerin Joan Benoit
in einer Aufnahme von 2008

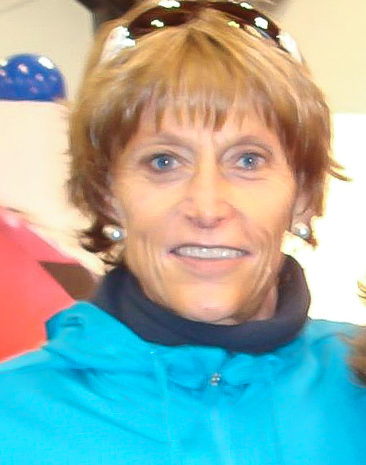
Silbermedaillengewinnerin Grete Waitz (Foto: 2010)

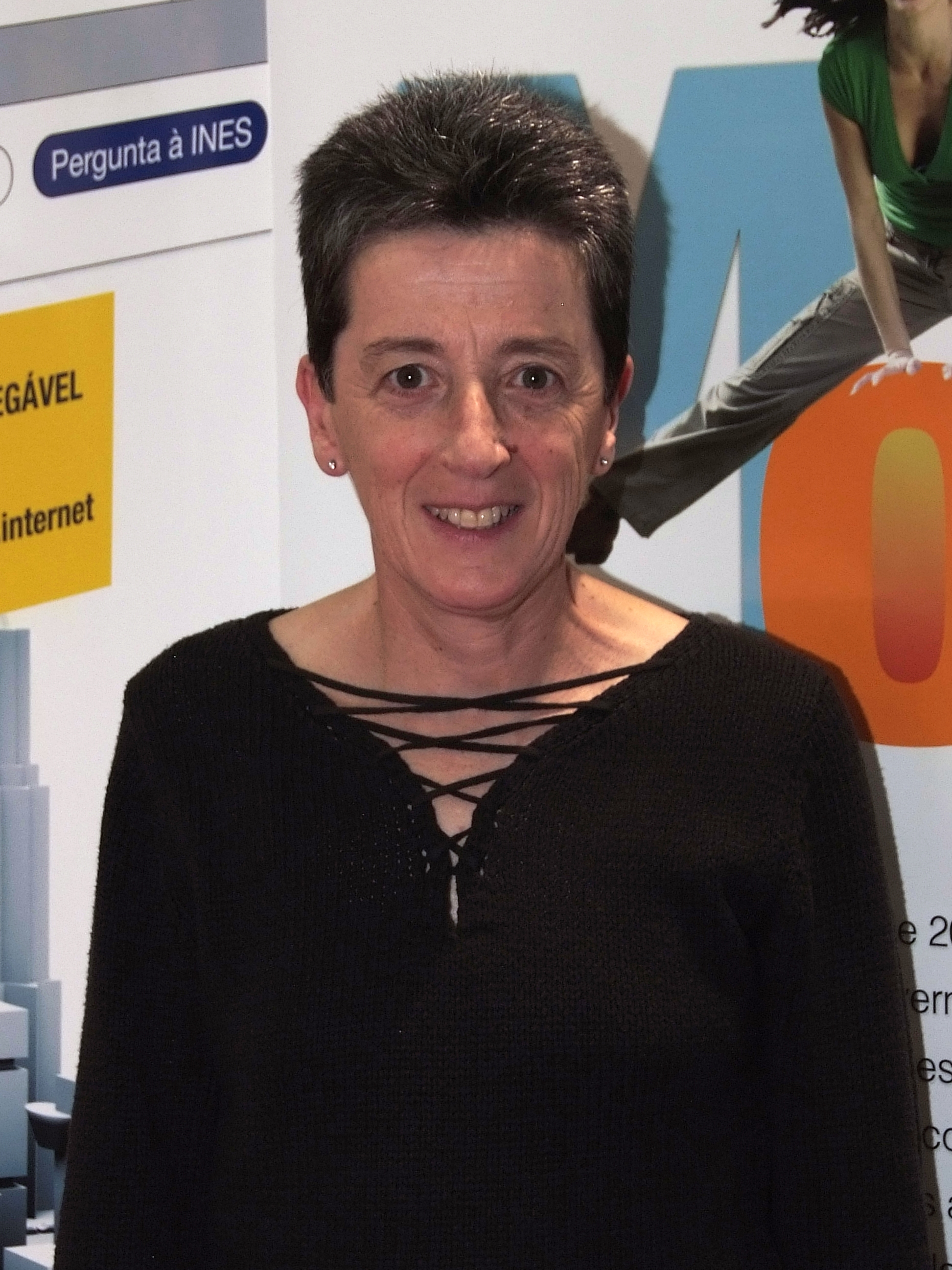
Bronzemedaillengewinnerin Rosa Mota

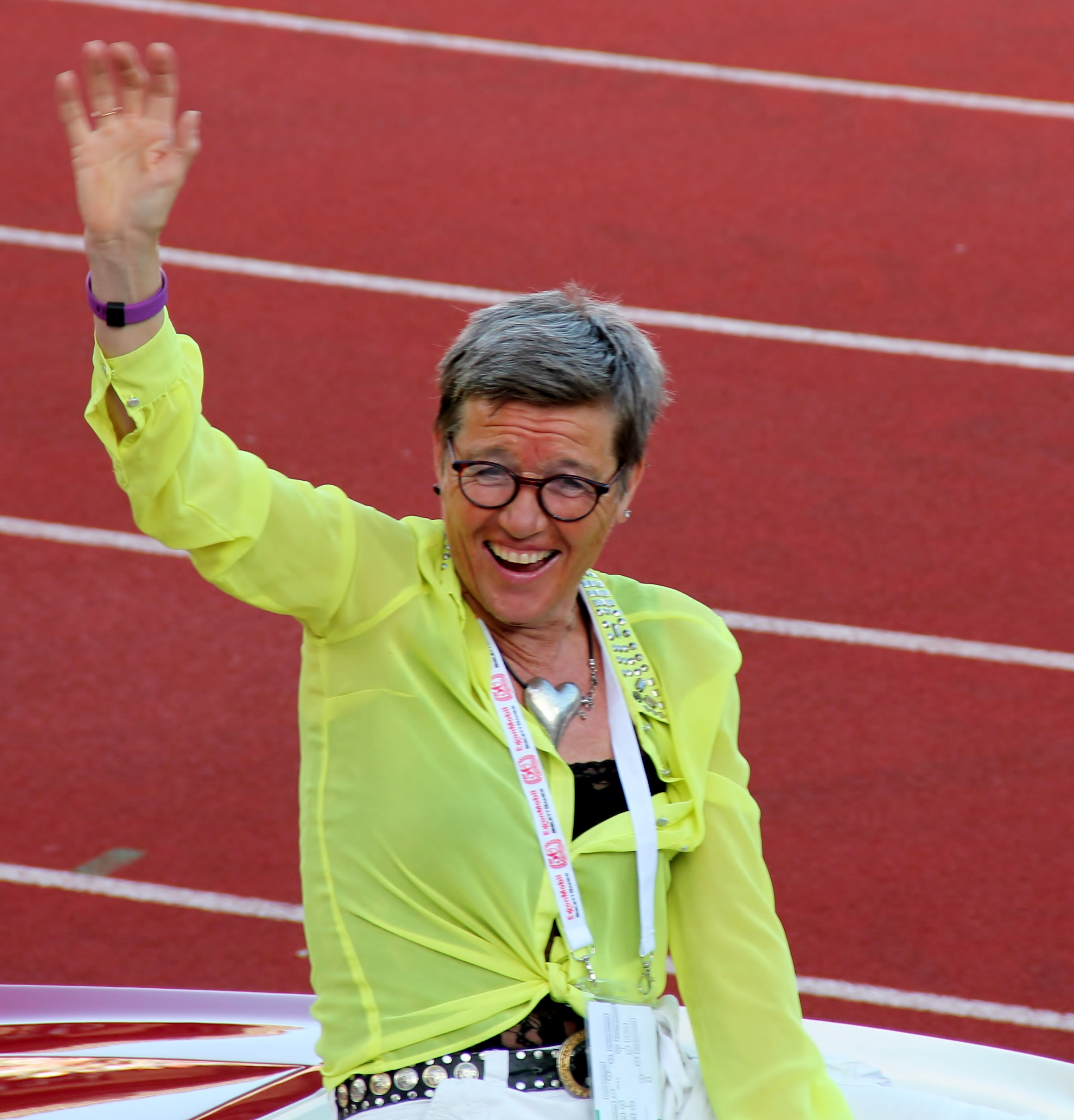
Rang vier für Ingrid Kristiansen
(hier im Jahr 2015)

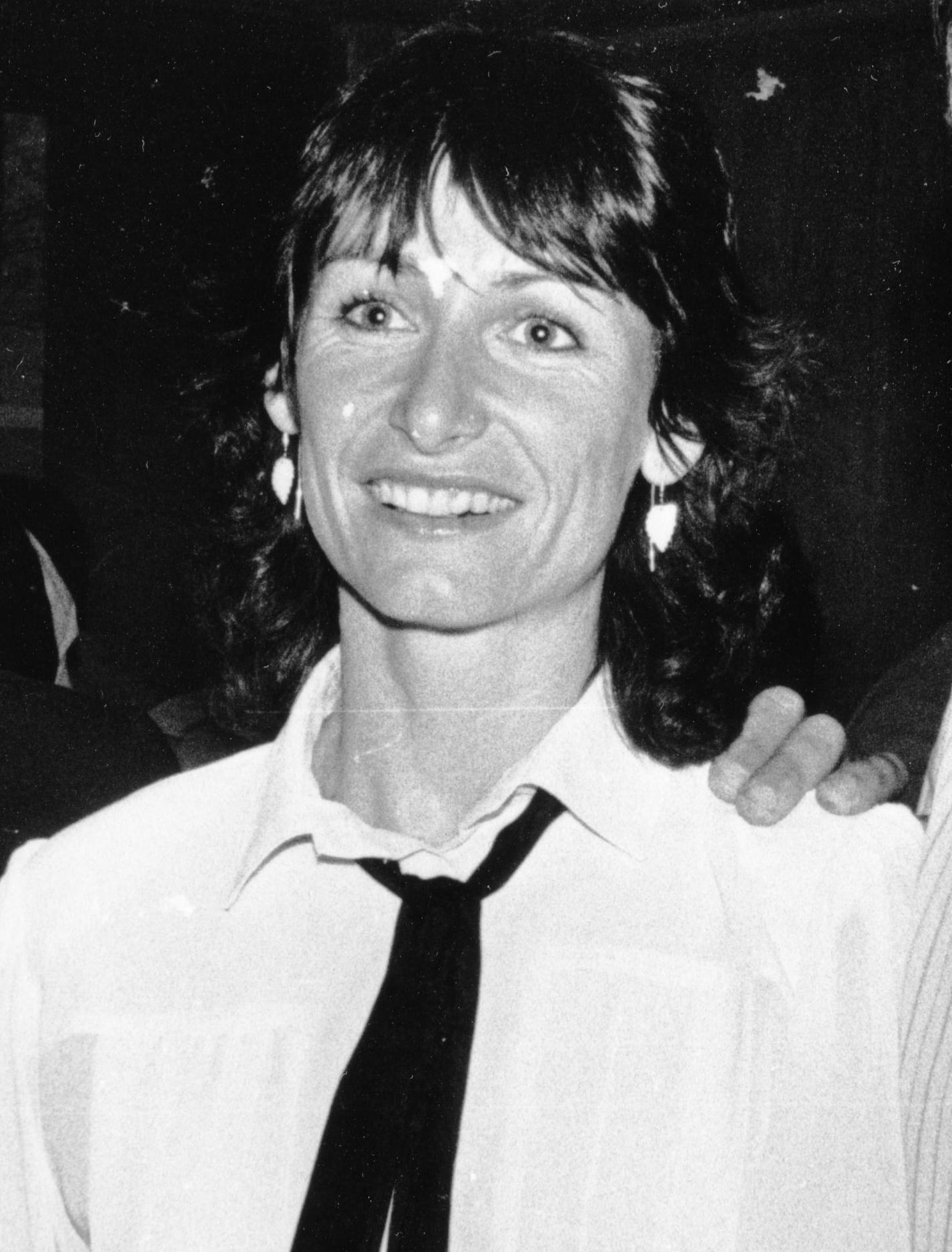
Die fünftplatzierte Lorraine Moller

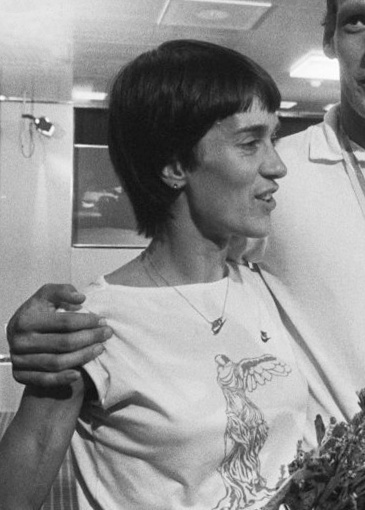
Carla Beurskens
belegte Rang 22

Datum: 5. August 1984
| Zwischenzeiten      | Zwischenzeiten | Zwischenzeiten | Zwischenzeiten |
| Zwischenzeit- Marke | Zwischenzeit   | Führende       | 5-km-Zeit      |
| ------------------- | -------------- | -------------- | -------------- |
| 5 km                | 18:15 min      | Joan Benoit    | 18:15 min      |
| 10 km               | 35:24 min      | Joan Benoit    | 17:09 min      |
| 15 km               | 51:46 min      | Joan Benoit    | 16:22 min      |
| 20 km               | 1:08:32 h00    | Joan Benoit    | 16:46 min      |
| 25 km               | 1:25:24 h00    | Joan Benoit    | 16:52 min      |
| 30 km               | 1:42:23 h00    | Joan Benoit    | 16:59 min      |
| 35 km               | 1:59:41 h00    | Joan Benoit    | 17:18 min      |
| 40 km               | 2:17:14 h00    | Joan Benoit    | 17:33 min      |

| Platz | Athletin                   | Land           | Zeit (h) | Anmerkung |
| ----- | -------------------------- | -------------- | -------- | --------- |
| 01    | Joan Benoit                | USA            | 2:24:52  | OR        |
| 02    | Grete Waitz                | Norwegen       | 2:26:18  |           |
| 03    | Rosa Mota                  | Portugal       | 2:26:57  |           |
| 04    | Ingrid Kristiansen         | Norwegen       | 2:27:34  |           |
| 05    | Lorraine Moller            | Neuseeland     | 2:28:34  |           |
| 06    | Priscilla Welch            | Großbritannien | 2:28:54  |           |
| 07    | Lisa Martin                | Australien     | 2:29:03  |           |
| 08    | Sylvia Ruegger             | Kanada         | 2:29:09  |           |
| 09    | Laura Fogli                | Italien        | 2:29:28  |           |
| 10    | Tuija Toivonen             | Finnland       | 2:32:07  |           |
| 11    | Joyce Smith                | Großbritannien | 2:32:48  |           |
| 12    | Alba Milana                | Italien        | 2:33:01  |           |
| 13    | Dorthe Rasmussen           | Dänemark       | 2:33:40  |           |
| 14    | Sarah Rowell               | Großbritannien | 2:34:08  |           |
| 15    | Sinikka Keskitalo          | Finnland       | 2:35:15  |           |
| 16    | Charlotte Teske            | BR Deutschland | 2:35:56  |           |
| 17    | Anne Marie Malone          | Kanada         | 2:36:33  |           |
| 18    | Midde Hamrin               | Schweden       | 2:36:41  |           |
| 19    | Nanae Sasaki               | Japan          | 2:37:04  |           |
| 20    | Paola Moro                 | Italien        | 2:37:06  |           |
| 21    | Ria Van Landeghem          | Belgien        | 2:37:11  |           |
| 22    | Carla Beurskens            | Niederlande    | 2:37:51  |           |
| 23    | Regina Joyce               | Irland         | 2:37:57  |           |
| 24    | Marie-Christine Deurbroeck | Belgien        | 2:38:01  |           |
| 25    | Maria Trujillo             | Mexiko         | 2:38:50  |           |
| 26    | Bente Moe                  | Norwegen       | 2:40:52  |           |
| 27    | Mary O’Connor              | Neuseeland     | 2:41:22  |           |
| 28    | Carey May                  | Irland         | 2:41:27  |           |
| 29    | Francine Peeters           | Belgien        | 2:42:22  |           |
| 30    | Zehava Shmueli             | Israel         | 2:42:27  |           |
| 31    | Winnie Ng                  | Hongkong       | 2:42:38  |           |
| 32    | Mónica Regonesi            | Chile          | 2:44:44  |           |
| 33    | Naydi Nazario              | Puerto Rico    | 2:45:49  |           |
| 34    | Yuko Gordon                | Hongkong       | 2:46:12  |           |
| 35    | Ena Guevara                | Peru           | 2:46:50  |           |
| 36    | Julie Brown                | USA            | 2:47:33  |           |
| 37    | Gabriela Andersen-Schiess  | Schweiz        | 2:48:42  |           |
| 38    | Rita Borralho              | Portugal       | 2:50:58  |           |
| 39    | Conceição Ferreira         | Portugal       | 2:50:58  |           |
| 40    | María del Carmen Cárdenas  | Mexiko         | 2:51:03  |           |
| 41    | Maria Luisa Ronquillo      | Mexiko         | 2:51:04  |           |
| 42    | Nelly Wright               | Bolivien       | 2:51:35  |           |
| 43    | Mary Wagaki                | Kenia          | 2:52:00  |           |
| 44    | Eleonora de Mendonca       | Brasilien      | 2:52:19  |           |
| DNF   | Anne Audain                | Neuseeland     |          |           |
| DNF   | Leda Díaz                  | Honduras       |          |           |
| DNF   | Jacqueline Gareau          | Kanada         |          |           |
| DNF   | Julie Isphording           | USA            |          |           |
| DNF   | Akemi Masuda               | Japan          |          |           |
| DNF   | Ifeoma Mbanugo             | Nigeria        |          |           |

## Rennverlauf
Als Favoritinnen galten die norwegische Weltmeisterin Grete Waitz, die portugiesische Europameisterin Rosa Mota und die US-Läuferin Joan Benoit, die 1979 und 1983 den Boston-Marathon gewonnen und 1983 dabei die bestehende Weltbestzeit erzielt hatte. Bei Benoit gab es jedoch im Vorfeld der Olympischen Spiele gesundheitliche Probleme. Sie laborierte an den Nachwirkungen einer Knieoperation und hatte die Olympiaausscheidung nur mit Mühe überstanden. Niemand wusste, inwieweit sie wirklich fit sein würde. Das Fehlen von Läuferinnen aus den Boykottstaaten hatte hier wenig Auswirkungen. Keine der betreffenden Athletinnen hätte zum engeren Favoritenkreis gezählt.
Mit 46 Jahren war die Britin Joyce Smith die älteste Teilnehmerin bei den olympischen Leichtathletikwettbewerben von Los Angeles überhaupt.
Schon früh bei Kilometer fünf ging Benoit in Führung. Ein Verfolgerfeld von sieben Läuferinnen hatte sich gebildet. Die Gruppe bestand aus Mota, Waitz, der Norwegerin Ingrid Kristiansen, den beiden Neuseeländerinnen Lorraine Moller und Anne Audain, der Britin Priscilla Welch und der US-Amerikanerin Julie Brown. Die Verfolgerinnen lagen bei Kilometer 25 schon fast zwei Minuten zurück. Von ihnen fiel Brown im weiteren Verlauf immer mehr zurück, Audain gab nach Kilometer 30 das Rennen ganz auf. Benoits Vorsprung wurde nach Kilometer 25 im Laufe der Zeit kleiner, aber keine der Verfolgerinnen kam noch an sie heran. Joan Benoit wurde mit fast anderthalb Minuten Vorsprung Olympiasiegerin vor Grete Waitz. Vierzig Sekunden später lief Bronzemedaillengewinnerin Rosa Mota ins Ziel. Auf den nächsten drei Plätzen kamen die drei verbliebenen Athletinnen aus der anfänglichen Verfolgergruppe ein. Vierte mit 37 Sekunden Rückstand auf Bronze wurde Ingrid Kristiansen, Rang fünf belegte eine weitere Minute dahinter Lorraine Moller, die zwanzig Sekunden vor der sechstplatzierten Priscilla Welch das Ziel erreichte.
Die Ankunft der Schweizerin Gabriela Andersen-Schiess sorgte für Besorgnis und es war umstritten, wie in solchen Fällen von Betreuer- und Ärzteseite zu verfahren sei. Sie hatte an Position zwanzig liegend die letzte Getränkestation bei Kilometer vierzig verpasst und wankte mit verzerrtem Gesicht die letzte Stadionrunde entlang. Dafür benötigte die völlig entkräftete Läuferin sieben Minuten, in denen die Zuschauer sie anfeuerten. Der Sender ABC übertrug dies in voller Länge. Die Zuschauer wurden Zeuge, wie die Schweizerin Ärzte und andere Helfer wegscheuchte, denn für die Unterstützung wäre sie disqualifiziert worden. Bei Untersuchungen im Krankenhaus wurde bei ihr eine Körpertemperatur von 41,2° Celsius gemessen.

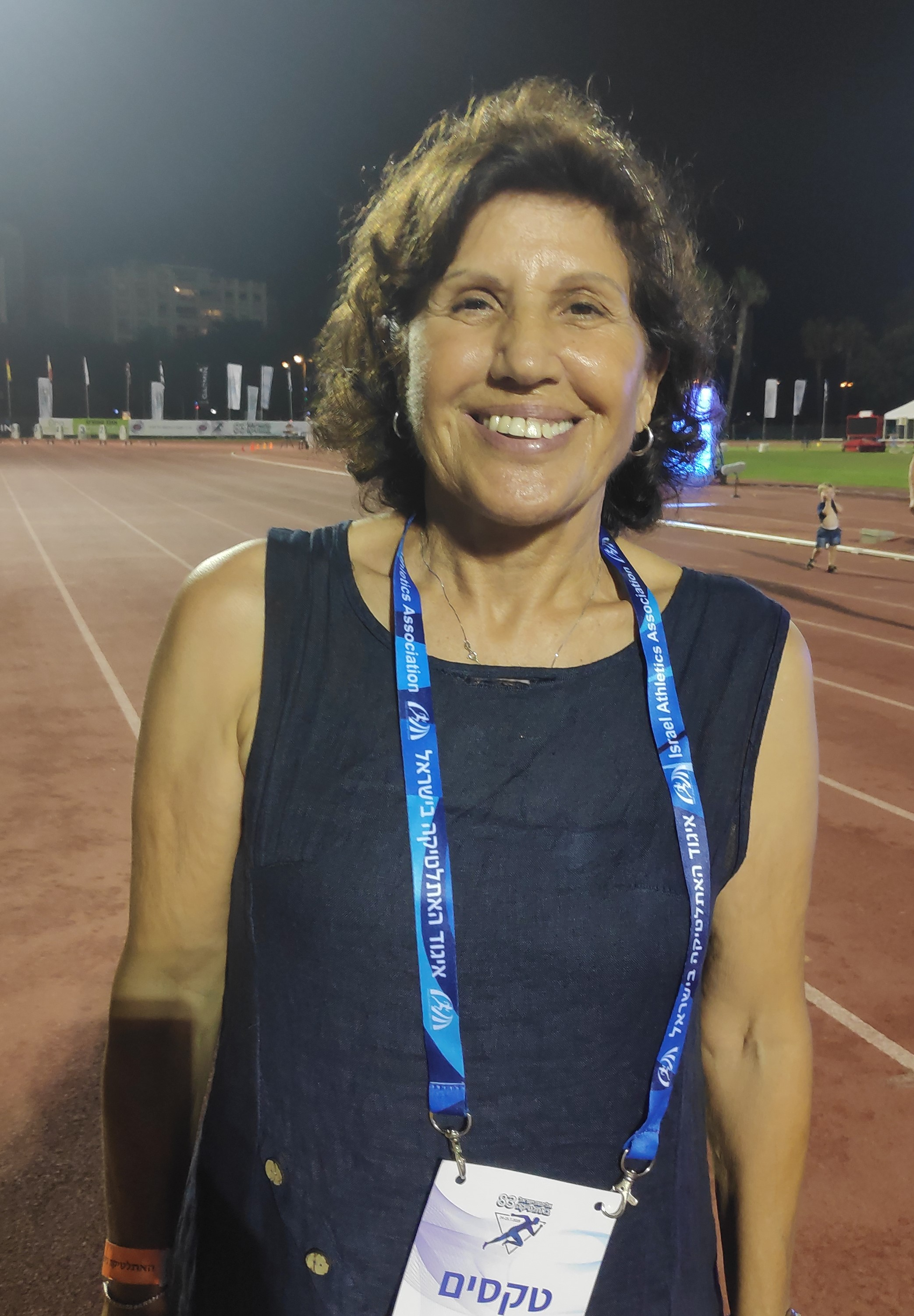
Zehava Shmueli (Foto: 2019) kam auf Rang dreißig
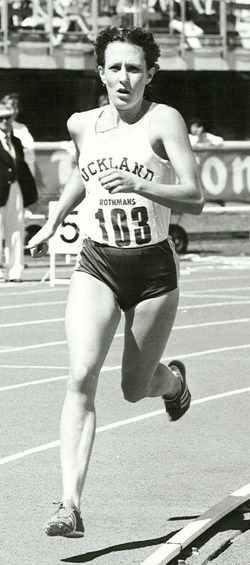
Anne Audain schied vorzeitig aus
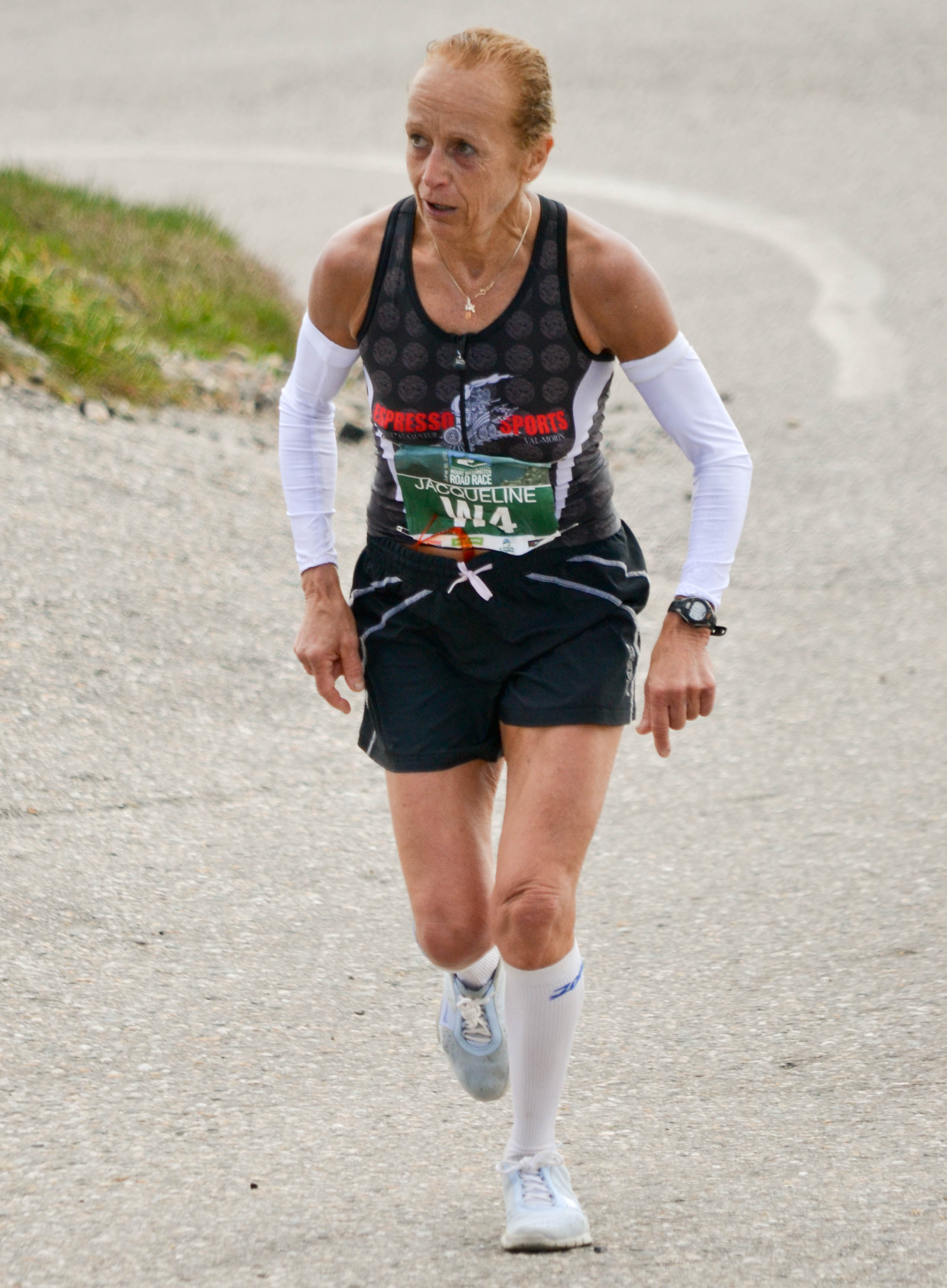
Jacqueline Gareau (hier im Jahr 2012) gab das Rennen vorzeitig auf

## Videolinks
- Los Angeles 1984 Olympic Marathon, Marathon Week, youtube.com, abgerufen am 15. November 2021
- Olympics - 1984 Los Angeles - Track - Womens Marathon - Start Of Race imasportsphile, youtube.com, abgerufen am 15. November 2021
- An Unforgettable Marathon Finish - Gabriela Andersen-Schiess, Olympic Rewind, youtube.com, abgerufen am 15. November 2021